# Box Office Mojo
Box Office Mojo je spletna stran ameriškega analitika Brandona Grayja, ki sistematično in na dnevni ravni objavlja zaslužek filmov v kinematografih (angleško box office revenue) kot ga posredujejo distributerji. Nato primerja filme po različnih kriterijih, kot so zaslužek v prvem vikendu predvajanja, letni zaslužek ipd. ter kategorijah (filmi po zvrsti, 3D filmi, nominiranci za oskarja itd.). Poleg finančnega uspeha samih filmov ponuja med drugim podatke o finančnem uspehu filmskih ustvarjalcev (studiev, igralcev, režiserjev,...), komentarje podatkov in forum, kjer lahko obiskovalci debatirajo o filmih.
Stran je leta 1999 ustanovil Brendon Gray, po uradnih podatkih ima na mesec preko dva milijona obiskovalcev. Julija 2008 je Box Office Mojo prevzel spletni trgovec Amazon.com preko svoje podružnice Internet Movie Database.